# قرار مجلس الأمن التابع للأمم المتحدة رقم 466
قرار مجلس الأمن التابع للأمم المتحدة رقم 466، المتخذ بالإجماع في 11 نيسان / أبريل 1980، بعد الاستماع إلى احتجاجات من زامبيا وبعد التذكير بالقرار 455 (1979)، أدان المجلس الهجمات المستمرة وغير المبررة على زامبيا من قبل جنوب أفريقيا.
وواصل المجلس مطالبته بانسحاب قوات جنوب إفريقيا من الأراضي الزامبية وحذر من أن المجلس سيتخذ إجراءات أخرى، بما في ذلك بموجب الفصل السابع، إذا لم يتم الوفاء بذلك. كما أشاد بزامبيا لضبط النفس أثناء الهجمات.